# Tachytrechus nigrifemoratus
Tachytrechus nigrifemoratus är en tvåvingeart som först beskrevs av Van Duzee 1927.  Tachytrechus nigrifemoratus ingår i släktet Tachytrechus och familjen styltflugor.
Artens utbredningsområde är Arizona. Inga underarter finns listade i Catalogue of Life.